# Phil Lester
Philip Michael "Phil" Lester (n. 30 ianuarie 1987, Rossendale, Anglia, Regatul Unit) este un YouTuber britanic, vlogger și personalitate de radio din Rawtenstall, Lancashire. El este cel mai bine cunoscut pentru canalul său de YouTube AmazingPhil. Împreună cu youtuber-ul Dan Howell, Lester a prezentat duminica seara un show de divertisment pe BBC Radio 1 din ianuarie 2013 până în august 2014, iar din septembrie 2014 până în aprilie 2016  au fost gazde lunare la  Internet Takeover.

## Viața personală
Lester a fost crescut în Rawtenstall, Lancashire, Anglia. Împreună cu fratele sau mai mare Martyn, el a invatat la Bacup and Rawtenstall Grammar School. Mai târziu, El a absolvit cu o diplomă în Limba engleză și Lingvistică de la Universitatea din York apoi, în cadrul Departamentului de Teatru, Film și Televiziune, obtine o diplomă de Master în Postproductie Video cu Specializare în Efecte Vizuale.
Lester a trăit cu cel mai bun prieten, coleg și YouTuber Dan Howell începând cu luna August 2011 in Manchester,aceștia mutandu-se la Londra împreună în iulie 2012.

## Cariera

### YouTube

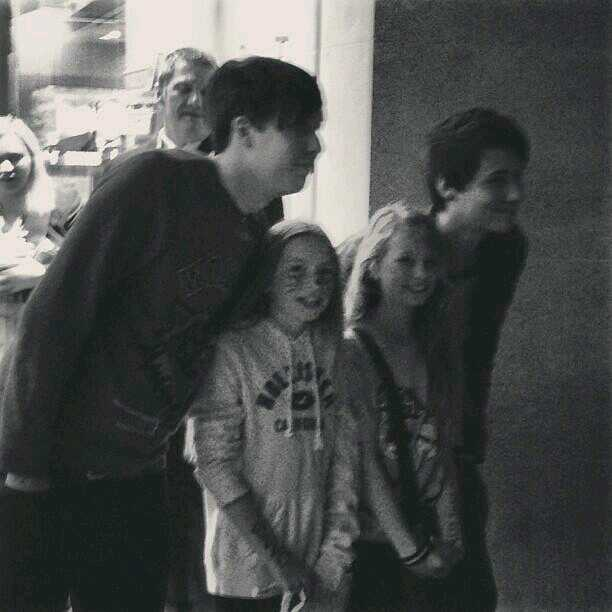
Lester cu prietenul sau Howell, întalind fani

La vârsta de 19 ani, la 27 martie 2006, Phill a postat primul său vlog pe YouTube  intitulat "Phil's Video Blog" pe principalul său canal pe YouTube, AmazingPhil. De atunci, el a postat peste 200 de clipuri video de pe canalul lui, avand in martie 2017 peste 4 milioane de abonați și peste 400 de milioane de vizionări. El a ajuns la 1 milion de abonați pe YouTube pe 6 iulie 2013, 2 milioane pe 29 august 2014, la 3 milioane pe 12 octombrie 2015 si la 4 milioane pe 14 martie 2017.
Lester are, de asemenea, un al doilea canal, LessAmazingPhil, care are peste 1 milion de abonați și peste 29 de milioane de vizualizări, în martie 2017.
În 2010, Lester și Howell au luat parte în liveshow-ul anual de 24 de ore Stickaid, o strangere de fonduri pentru caritate organizata de UNICEF.
Pe 12 septembrie 2014, Lester și Howell a postat primul videoclip de pe noul lor canal de gaming de pe YouTube, DanandPhilGAMES. Pe 8 martie 2015 la canalul ajunge la 1 milion de abonați. A fost oficial cea mai rapidă creștere a unui canal pe YouTube.
Pe 1 aprilie 2015, Lester și Howell au lansat un canal de arte, DanAndPhilCRAFTS, ca o farsa de 1 aprilie. Acesta dispune de un singur video in care au creat fulgi de zăpadă din hârtie, cu un stil de editare amator și umor de-a lungul video-ului. Acesta a ajuns la peste 154.000 de abonați și 500.000 de vizualizări într-o săptămână."Don't cry, craft", replica foosita de acestia a devenit un popular meme , descris de Standard-Examiner ca "una dintre cele mai cunoscute fraze de pe YouTube din toate timpurile". Canalul a fost premiat cu Butonul argintiu YouTube pentru 100.000  de abonati la Summer in the City 2015And remember kids,dOn'T cRy. CrAfT. 

#### The Super Amazing Project
În 2011, Lester și Howell au creat un canal pe YouTube prin intermediul rețelei My Damn Chanel Intitulat The Super Amazing Project, acesta i-a prezentat pe cei doi discutand si investigand evenimente paranormale. Segmentele incluse sunt: "Intamplari Infricosatoare ale fanilor", unde publicul show-ului trimite lucruri infricosatoare vloggerilor pentru a reacționa, și "Știrile Din Această Săptămână", unde duo-ul a recapitulat ultimele știri vesele și clipuri video virale. În octombrie 2014, a fost anunțat că, din această lună Lester și Howell vor renunta sa lucreze la The Super Amazing Project , în scopul de a se concentra pe Radio 1.Mai tarziu au anuntat că The Super Amazing Project va fi găzduit de noi prezentatori, care au fost gasiti de catre proprietarii canalului My Damn Channel.

### BBC Radio 1
În noiembrie 2012, BBC a anunțat că din ianuarie 2013, Lester și Howell vor prezenta duminica seara un show de divertisment pe canalul de radio britanic BBC Radio 1. Duo-ul a mai colaborat cu Radio 1 înainte,facand clipuri video pentru  canalul de YouTubeal statiei și prezentand două emisiuni de Craciun.
Spectacolul a fost conceput pentru a fi interactiv, audio-vizual, difuzarea implicand muzică, clipuri video realizate de spectatori, provocări fizice efectuate live de Howell și Lester, și cereri de melodii din partea ascultătorilor. Acesta a fost transmis video, live pe site-ul web BBC Radio 1, fiind accesibil în întreaga lume.
În August 2014, a fost anunțat că ultimul show cu Dan și Phil va fi difuzat pe 24 August, cei doi trecand la o altă emisiune de luni seara. Acest nou spectacol intitulat  The Internet Takeover era prezentat de catre Lester si Howell live în prima zi de luni din fiecare lună, înainte de a se sfarsi în aprilie 2016.

### The Amazing Book Is Not on Fire și The Amazing Tour Is Not on Fire
Pe 26 martie 2015, Lester și Howell a anunțat, prin intermediul unui trailer pe canalul lui Howell ca au scris impreuna o carte intitulată The Amazing Book Is Not on Fire (TABINOF). A fost lansata în Marea Britanie pe 8 octombrie 2015 și la nivel mondial, pe 15 octombrie 2015, publicat de Ebury Press și Random House Cărți pentru Copii. cartea a fost in fruntea clasamentului Sunday Times  al celor mai bine-vandute carti, fiind vandute 26,745 de exemplare în Marea Britanie, în prima săptămână de la lansare. De asemenea, a devenit #1 in clasamentul New York Times Bestseller pentru cele mai bine-vandute carti dedicate tinerilor.
În aceeași trailer perechea a anunțat spectacolul teatral The Amazing Tour Is Not on Fire (TATINOF) pe care il vor organiza, călătorind prin Marea Britanie în octombrie și noiembrie 2015, încheindu-se la London Palladium.
Pe 22 aprilie 2016 pleaca in turneu in Statele Unite. Prima prestatie a avut loc la Playlist Live în Orlando, Florida ,dupa care au urmat si alte spectacole prin toata tara, tuneul incheindu-se pe 24 iunie, la Dolby , Hollywood, CA. A fost cel mai mare turneu organizat vreodata de vreun YouTuber. Mai târziu au vizitat Australia în August 2016 incepand din Perth și se terminand în Brisbane,dupa care a urmat un turneu rapid prin Europa.

### Youtube Red Originals șiDan and Phil Go Outside
Pe 24 iunie 2016, au anunțat ca The Amazing Tour Is Not on Fire va fi lansat mai târziu în anul respectiv ca un film YouTube Originals, împreună cu un documentar. Ei sunt primii creatori britanici de pe YouTube care au lansat continut de pe platforma YouTube Red .
Alături de acesta, în noiembrie 2016 lanseaza o carte-foto pe nume Dan and Phil Go Outside care include o colecție personală de fotografii si povești din timpul turneului

### Alte apariții în mass-media
În 2007, Lester a apărut ca un concurent in emisiunea The Weakest Link, ajungand pana in runda finala. De asemenea, el a jucat rolul lui Tim în 2009 in filmul Faintheartsi a aparut intr-o reclama la Confused.com. La momentul in care a fost realizata reclama, Lester avea peste 27,000 de abonati.
Lester a fost intervievat cu alti YouTuberi la stirile Channel 4 News, în octombrie 2012, despre popularitatea crescută de pe YouTube și video blogging-ul ca si profesie.
În 2013 Lester și Howell au apărut la Friday Download, un premiu BAFTA ,câștigand premiul CBBC.
Din anii 2014-2016 Howell și Lester au găzduit în întreaga lume livestream-ul de la Brit Awards , filmand si videoclipuri din spatele scenei pentru canalele lor.
În 2015, Lester și Howell, a avut aparitii vocale la lansarea in Marea Britanie a filmului  Big Hero 6 ca Tehnicienii 1 & 2. . În același an, duo-ul a fost invitat sa participe la seria Oscar's Hotel for Fantastical Creatures realizata de colegul lor de pe YouTube, PJ Liguori.
Lester și Howell au avut aparitii vocale intr-un episod din desenul animat de pe Disney Junior, The Lion Guard, ca doua gorile, Hafifu și Majinuni respectiv, in decembrie 2016.

## Premii și nominalizări
În 2011, Lester a câștigat un Record Mondial Guiness pentru cel mai rapida stivuire de monede, asezand 25 de monede, una deasupra celeilalte, în 31,617 secunde.
| An   | Premiul                                                        | Candidatul                                                        | Rezultatul  |
| ---- | -------------------------------------------------------------- | ----------------------------------------------------------------- | ----------- |
| 2013 | Premiul Sony Golden Headphones                                 | Dan și Phil pe BBC Radio 1                                        | A câștigat  |
| 2014 | Teen Choice Award - Colaborare pe internet                     | The Photo Booth Challenge                                         | Nominalizat |
| 2016 | British Online Creator Awards- Creatorul anului                | Phil Lester                                                       | A câștigat  |
| 2016 | British Online Creator Awards- Colaborarea Anului              | (Cu Dan Howell) Phil is not on fire 7                             | A câștigat  |
| 2016 | British Online Creator Awards- Filmul Anului                   | (Cu Dan Howell) - The Amazing Tour Is Not On Fire, Filmul Oficial | A câștigat  |
| 2016 | British Online Creator Awards- Filmul Anului                   | (Cu Dan Howell) Dan & Phil Povestea TATINOF                       | Nominalizat |
| 2016 | British Online Creator Awards - Colaborarea Anului             | (Cu Hazel Heyes) Tipsy Talk with AmazingPhil                      | Nominalizat |
| 2016 | British Online Creator Awards- Video-ul de Călătorie al Anului | O Zi din Viața lui Dan și Phil în AUSTRALIA!                      | Nominalizat |